# Portrait de la jeune fille en feu
Pour plus de détails, voir Fiche technique et Distribution.
Portrait de la jeune fille en feu est un drame romantique français écrit et réalisé par Céline Sciamma, sorti en 2019. Il s'agit du quatrième long-métrage et du premier film en costumes de la cinéaste. Il raconte une histoire d'amour lesbienne au XVIIIe siècle en Bretagne entre Héloïse, une jeune femme de la noblesse, et Marianne, une peintre chargée de dessiner le portrait d'Héloïse pour un noble milanais qu'elle doit épouser.
Le film obtient, entre autres, le prix du scénario et la Queer Palm au festival de Cannes 2019, le César de la meilleure photographie aux César 2020.

## Synopsis
À la fin du XVIIIe siècle, Marianne, une artiste peintre, dirige une leçon de peinture. L'une de ses étudiantes l'interroge sur l'un de ses tableaux intitulé Portrait de la jeune fille en feu.
Des années auparavant, Marianne arrive sur une île bretonne. Une comtesse lui a commandé un portrait de sa fille Héloïse, fiancée à un noble milanais. Marianne est informée qu'Héloïse refuse de poser pour un portrait car elle ne souhaite pas se marier. Marianne est donc présentée à Héloïse en tant que dame de compagnie et l'accompagne quotidiennement lors de ses sorties afin d'analyser et de mémoriser ses traits pour les recopier ensuite sur une toile.
Marianne achève le portrait et refuse de trahir la confiance d'Héloïse. Elle lui dévoile donc le tableau ainsi que la vraie raison de sa venue. Héloïse critique fortement le tableau, que Marianne détruit ensuite par dépit. La mère d'Héloïse s'apprête à renvoyer Marianne quand Héloïse décide d'accepter de poser pour un deuxième portrait. Pendant que la mère d'Héloïse est en voyage, le lien entre les deux femmes se renforce. Un soir, elles lisent, avec Sophie, une servante, l'histoire d'Orphée et d'Eurydice avant de débattre de la vraie raison qui aurait poussé Orphée à se retourner. Les deux femmes aident Sophie à avorter et vont à un rassemblement de femmes qui chantent et dansent. La robe d'Héloïse, qui commence à s'enflammer, est vite éteinte. Pendant ce temps, Marianne est hantée par une vision d'Héloïse en robe de mariée.
Le lendemain, Marianne et Héloïse se rendent dans une grotte et partagent leur premier baiser ainsi que leur première nuit ensemble le soir même. Les jours suivants, leur romance et leur complicité ne cessent de s'accroître. Leur relation est étouffée par le retour de la mère d'Héloïse. Marianne dessine des croquis d'Héloïse et d'elle-même qu'elles s'échangent pour se souvenir l'une de l'autre et échangent un bref adieu. Alors que Marianne sort de la maison, elle entend Héloïse lui dire, telle Eurydice à Orphée, « Retourne-toi ». Marianne se retourne et voit Héloïse en robe de mariée.
De retour dans le présent, Marianne révèle qu'elle a revu Héloïse deux fois : la première, sous la forme d'un portrait dans une galerie d'art, où elle pose avec sa fille, tenant un livre discrètement ouvert à la page 28, numéro de la page sur laquelle Marianne avait dessiné son autoportrait. Elle l'aperçoit ensuite de nouveau pendant un concert, où elle la voit émue par le troisième mouvement de L'estate de Vivaldi, morceau que Marianne lui avait fait découvrir au clavecin pendant son séjour.

## Fiche technique
- Titre original : Portrait de la jeune fille en feu
- Réalisation et scénario : Céline Sciamma
- Musique : Jean-Baptiste de Laubier et Arthur Simonini[1]
- Décors : Thomas Grézaud
- Costumes : Dorothée Guiraud
- Photographie : Claire Mathon
- Montage : Julien Lacheray
- Montage son :  Valérie de Loof
- Son : Julien Sicart
- Mixage : Daniel Sobrino
- Production : Bénédicte Couvreur, Véronique Cayla
- Sociétés de production : Lilies Films ; en coproduction avec Arte France Cinéma et Hold Up Films ; en association avec la SOFICA Cinécap 2
- Sociétés de distribution : Pyramide Distribution (France) ; Cinéart (Belgique)
- Budget : 4,86 millions d'euros[2]
- Pays de production : France
- Langues originales : français et plus secondairement italien
- Format : couleur — numérique[3]
- Genre : drame romantique
- Durée : 120 minutes
- Dates de sortie :
  - France : 19 mai 2019 (Festival de Cannes) ; 18 septembre 2019 (sortie nationale)
  - Belgique : 2 octobre 2019
  - Québec : 14 février 2020

## Distribution
- Noémie Merlant : Marianne, peintre
- Adèle Haenel : Héloïse, fille de la comtesse
- Luàna Bajrami : Sophie, servante
- Valeria Golino : la comtesse, mère d'Héloïse
- Christel Baras : la faiseuse d'anges
- Armande Boulanger : l'élève peintre à l'atelier

## Production
Adèle Haenel retrouve la réalisatrice pour son quatrième long métrage, onze ans après Naissance des pieuvres (2007). Le tournage débute le 15 octobre 2018 à Saint-Pierre-Quiberon, au nord de la presqu'île de Quiberon, et à Brech (Morbihan) en Bretagne, et dure jusqu’au 24 octobre 2018. Les prises de vues s’ensuivent au château de La Chapelle-Gauthier à La Chapelle-Gauthier (Seine-et-Marne) et à Paris jusqu’au 10 décembre 2018.
Hélène Delmaire a peint la plupart des tableaux présentés dans le film.

## Musique
Jean-Baptiste de Laubier retrouve la réalisatrice pour la quatrième fois pour composer la musique du film. Il partage la musique avec Arthur Simonini.
Dans la scène nocturne où les femmes sont rassemblées autour du feu, elles chantent en latin Fugere non possum, c'est-à-dire « Je ne peux pas m'enfuir ».
Dans la scène finale, l'orchestre joue le presto de L'Été (L'estate) de Vivaldi, le deuxième concerto des Quatre Saisons d'Antonio Vivaldi.

## Accueil

### Accueil critique
Hormis quelques critiques très négatives, le film reçoit un accueil critique globalement enthousiaste, collectant de nombreux prix et éloges.

#### France
Le site Allociné propose une moyenne de 4⁄5 à partir de l'interprétation de critiques provenant de 36 titres de presse.
Pour Jérémy Piette, dans Libération, « Portrait de la jeune fille en feu se révèle l'un de ces très beaux films qui donnent envie de faire des films, ou d'en voir, ou d'en espérer d’autres » et qui propose « un regard en rupture avec l'ordinaire des regards, une alternative. »
Dans Première, Thierry Cheze parle d'« un film d'une délicatesse infinie » qui « entre au Panthéon des plus belles histoires d'amour du 7e art » et Sophie Benamon souligne la qualité des cadrages et du jeu des actrices, dans la même lignée que Télérama qui le qualifie d'« élégant et lyrique ».
En revanche, pour Jean-Philippe Tessé, dans les Cahiers du cinéma, « l’écriture filmique de ce Portrait appartient au genre tout ce qu’il y a de plus neutre du cinéma endimanché, à l’interprétation calamiteuse, plein d’hilarants détails qui tuent et de feu qui crépite très fort dans la cheminée, pour faire ambiance. »
Dans l'émission de radio Le Masque et la Plume, les critiques sont divisées : une partie juge le film « ridicule, scolaire » ou « décevant », tandis que la majorité le décrit comme « magnifique, […] d'une richesse incroyable », insistant sur l'intelligence du traitement des thématiques liées à l'art, à l'amour et au féminisme.
Entre critique de film et usage du film comme exemple, dans sa forme comme dans son fond, Michel Delon a intitulé l'avant-propos de Femmes artistes à l'âge classique "Portraits d'artistes en feu" et met ce film au centre de sa réflexion mettant en jeu les problématiques liées aux femmes artistes.

#### Québec
Dans une critique particulièrement enthousiaste, François Lévesque, du journal montréalais Le Devoir parle d'un film « d'une sidérante beauté », à la fois « profondément féministe et romantique » qui laisse « une empreinte indélébile dans la mémoire ».
Pour Isabelle Hontebeyrie, du Journal de Montréal, « les éclairages, la beauté sauvage des décors naturels et les scènes filmées comme des tableaux sont autant d'éléments qui confèrent à ce Portrait de la jeune fille en feu un charme universel et durable. »
Dans La Presse, Marc Cassivi juge le film « beau, fin, sensible, sensuel et élégant » et la mise en scène « magnifique de subtilité dans son évocation des turbulences du rapport amoureux. »
Éric Morneau du journal Le Soleil de Québec mentionne que « le film n’échappe pas à une certaine surcharge symbolique » tout en louant la « mise en scène totalement incarnée » d'un film qui « offre aussi une réflexion sur le geste de peindre, de réaliser un portrait, soit saisir l'âme de son sujet. »

### Box-office
- France : 312 481 entrées[17]
- À l'étranger : 1 040 000 entrées[18]

## Intentions

### Influences
Céline Sciamma explique avoir voulu « faire un film d’amour, avec une histoire totalement inventée », estimant qu'« il y avait peu de films totalement consacrés à l’amour, alors que ce sont souvent les plus grands de l’histoire du cinéma. » Parmi ses influences, elle évoque Titanic — influence dont elle a été consciente a posteriori —, Mulholland Drive, Alfred Hitchcock et Barry Lyndon pour l'éclairage « à la bougie ». Elle fait aussi référence au film La Leçon de piano lorsque le personnage d'Ada se jette à l'eau avec son instrument : dans son film, Marianne se jette aussi à l'eau pour récupérer ses toiles. La réalisatrice explique qu'on pourrait voir le début de Portrait de la jeune fille en feu comme la continuité du film de Jane Campion.

### Choix artistiques
Céline Sciamma place le « regard féminin » au centre de son film : « C'est un enjeu de mise en scène, comment on regarde ces personnages féminins toujours comme des sujets pas comme des objets […] en proposant une autre politique du regard. »

## Distinctions
Six des huit journalistes de Télérama ayant visionné la totalité des films en compétition à Cannes en mai 2019, auraient décerné le prix d'interprétation féminine à Adèle Haenel et Noémie Merlant. Le magazine Première s'étonne également que le film n'ait pas reçu un prix plus prestigieux que celui du scénario à Cannes, par exemple le prix de la mise en scène, un double prix d’interprétation féminine, voire le grand prix.
Portrait de la jeune fille en feu était le grand favori des trois films présélectionnés pour représenter la France aux Oscars en 2020, avant que ne soit retenu le film de Ladj Ly, Les Misérables.

### Récompenses
- Festival de Cannes 2019 : 
  - Prix du scénario[26]
  - Queer Palm[27]
  - Prix CST de l'Artiste-Technicien, Mention spéciale pour Claire Mathon
- Les Rencontres cinématographiques In&Out 2019 : Esperluette du meilleur long métrage
- Prix du cinéma européen 2019 : Meilleure scénariste pour Céline Sciamma
- Prix Lumières de la presse internationale 2020 :
  - Meilleure actrice pour Noémie Merlant
  - Meilleure photographie pour Claire Mathon
- César 2020 : César de la meilleure photographie pour Claire Mathon
- Festival du film de Cabourg 2020 : Swann d'or de la révélation féminine pour Luàna Bajrami

### Nominations
- Golden Globes 2020 : Meilleur film en langue étrangère
- BAFTA 2020 : Meilleur film en langue étrangère
- Goyas 2020 : Meilleur film européen
- César 2020 :
  - César du meilleur film pour Céline Sciamma (réalisatrice) et Bénédicte Couvreur (productrice)
  - César de la meilleure réalisation pour Céline Sciamma
  - César de la meilleure actrice pour Adèle Haenel
  - César de la meilleure actrice pour Noémie Merlant
  - César du meilleur espoir féminin pour Luàna Bajrami
  - César du meilleur scénario original pour Céline Sciamma
  - César des meilleurs costumes pour Dorothée Guiraud
  - César des meilleurs décors pour Thomas Grézaud
  - César du meilleur son pour Julien Sicart, Valérie de Loof et Daniel Sobrino

### Sélections
- Festival de Cannes 2019 : sélection officielle
- Festival du film de Cabourg 2019 : séance spéciale
- Festival international du film de Toronto 2019 : sélection en section Special Presentations

### Autres
Le film est inscrit au programme du concours de l'agrégation interne de lettres modernes et classiques pour la session 2025.

## Analyse
Jeux de regards et mythe d'Orphée et Eurydice

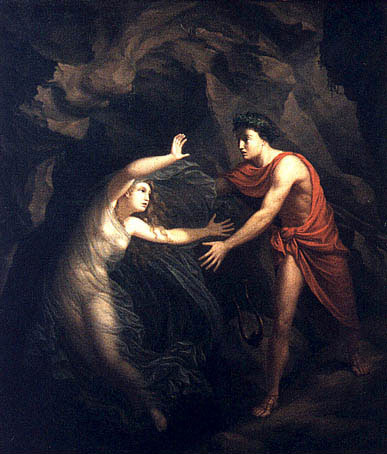
Orphée et Eurydice, peinture de Christian Gotlieb Kratzenstein-Stub (1806), conservée à la Ny Carlsberg Glyptotek.
Dans le film, Marianne réalise une peinture du mythe, où Orphée et Eurydice, au moment de leur séparation, ont l'air de se saluer.

Le mythe d'Orphée et Eurydice a une importance centrale et récurrente dans Portrait de la jeune fille en feu. Le plus directement, quand Marianne, Héloïse et Sophie lisent ensemble le chapitre des Métamorphoses d'Ovide et débattent de l'interprétation à donner du moment où Orphée décide de se retourner, renvoyant Eurydice dans les Enfers.
À travers ses représentations, avec l'exemplaire des Métamorphoses d'Héloïse sur lequel Marianne dessine son autoportrait pour l'offrir à Héloïse, livre qu'elle retrouve ensuite des années plus tard représenté dans le portrait peint d'Héloïse avec un enfant, mais aussi la peinture du mythe que Marianne réalise à la fin du film.
Le mythe se retrouve aussi dans les actions des personnages, que ce soit directement, en fin de film, où Marianne s'en va, se retourne sur Héloïse en robe de mariée puis la voit disparaître, ou de manière plus subtile, lorsqu'au début du film Marianne suit Héloïse qui court vers la falaise avant de se retourner ; cette scène est d'ailleurs une inversion du mythe, puisque ce n'est pas Marianne-Eurydice qui retourne vers la mort, mais Héloïse-Orphée qui exprime sa joie de se sentir vivante.
Plus symboliquement, le mythe d'Orphée et Eurydice, en particulier les interprétations qu'en fournissent les personnages, sont des clés de lecture du film. Marianne propose ainsi une lecture du mythe où Orphée fait « le choix du poète » en se retournant, la mort de son histoire d'amour devenant la naissance d'une carrière artistique ; c'est aussi ce qui se passe pour la peintre, où la fin de son histoire avec Héloïse coïncide avec le début de la reconnaissance de ses talents artistiques.

#### Critiques
- Quentin Billet-Garin, « Adèle Haenel et Céline Sciamma se retrouvent pour un film en costumes », sur Les Inrockuptibles, 21 septembre 2018
- « Céline Sciamma et Adèle Haenel tournent sur la presqu’île », sur Le Télégramme, 24 octobre 2018
- « Clap de fin de tournage en Bretagne pour le prochain long métrage de Céline Sciamma », sur Accueil des tournages, source Cineuropa, juin 2018
- Olivier Pélisson, « Vivre libre », sur Bande à part, 17 septembre 2019
- Gilles Kerdreux, « Cinéma. Portrait sensible de "la jeune fille en feu" », sur Ouest-France, 18 septembre 2019
- Thomas Sotinel, « Cinéma : Portrait de la jeune fille en feu, tableau d’une révolution amoureuse », sur Le Monde, 18 septembre 2019
- « Portrait de la jeune fille en feu : un amour interdit mais incandescent », sur Les Échos, 19 septembre 2019
- Sophie Torlotin et Elisabeth Lequeret, « Céline Sciamma pour Portrait de la jeune fille en feu », sur RFI
- Jérôme Vermelin, « Portrait de la jeune fille en feu : et si c’était le plus beau film français de l’année ? », sur LCI, 18 septembre 2019 (consulté le 20 septembre 2019)
- Olga Bibiloni, « Cinéma : Portrait de la jeune fille en feu, en résistance avant l'amour fou », sur La Provence, 18 septembre 2019
- « Portrait de la jeune fille en feu, Ad Astra, Lucky Day : les films à voir (ou pas) cette semaine », sur Libération
- Antoine Duplan, « Portrait de la jeune fille en feu : flamme, ton nom est femme », sur Le Temps, 17 septembre 2019